# بول هيلجيسين
بول هيلجيسين (بالدنماركية: Poul Helgesen)‏ هو عالم عقيدة ومؤرخ دنماركي، ولد في 1485 في فاربيرغ في السويد، وتوفي في 1534.

## وصلات خارجية
- بول هيلجيسين على موقع الموسوعة البريطانية (الإنجليزية)